# Емнаті (циклон)
Циклон «Емнаті» (англ. Cyclone Emnati) — потужний тропічний циклон, який вплинув на Мадагаскар лише через два тижні після циклону «Батсірай». Шостий тропічний циклон, другий тропічний циклон і другий інтенсивний тропічний циклон сезону циклонів у південно-західній частині Індійського океану 2021–22 рр.

## Метеорологічна історія
Емнаті спочатку розвивався як зона порушеної погоди, де він рухався на захід над відкритими водами в Індійському океані. Умови навколишнього середовища були оцінені як незначно сприятливі для тропічного циклогенезу, з температурою поверхні моря близько 28 °C (82 °F) і слабким вертикальним вітром, причому порушення розташоване приблизно в 420 морських милях (780 км; 480 миль) на південь від Дієго-Гарсія. Того ж дня JTWC опублікував у системі попередження про формування тропічного циклону, а о 21:00 UTC JTWC згодом ініціював попередження щодо системи та класифікував її як тропічний циклон 13S. Наступного дня система організувалася в тропічне хвилювання. Система продовжила організацію, і о 12:00 UTC MFR оновив систему до тропічної депресії. До 17 лютого Метео-Франс (MFR) повідомило, що система перетворилася на помірний тропічний шторм, і Субрегіональний консультативний центр тропічних циклонів на Маврикії назвав його Емнаті. 18 лютого о 00:00 UTC MFR позначив циклон Емнаті як сильний тропічний шторм. Всього через три години JTWC підвищив клас до тропічного циклону 1 категорії за шкалою Саффіра-Сімпсона (SSHWS). Через більш сприятливі умови Емнаті посилилися до тропічного циклону. Через день, класифікований JTWC як тропічний циклон 2 категорії. О 12:00 UTC, 20 лютого, циклон досяг свого піку інтенсивності, оскільки JTWC перевищив  4 категорію. Потім циклон повільно слабшав через цикл заміни очних стінок і досяг берега 23 лютого як тропічний циклон 1 категорії над Мадагаскаром. Пізно ввечері 24 лютого JTWC випустив останнє попередження щодо системи.

## Підготовка

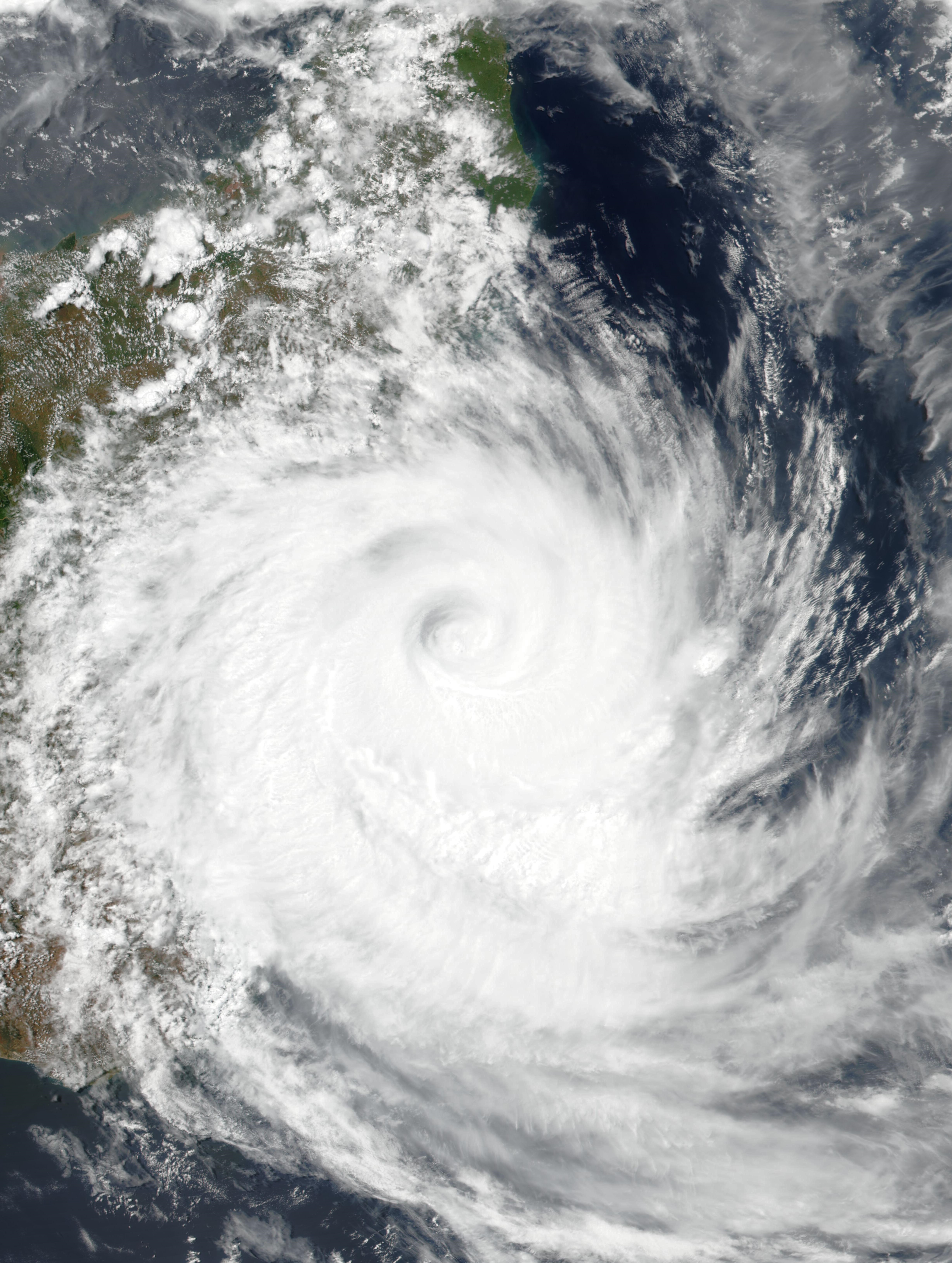
Циклон Емнаті наближається до Мадагаскару 22 лютого

### Маврикій
Коли шторм пройшов на північ від острова, було оголошено попередження 4 класу.

### Реюньйон
На острові Реюньйон оголошено червону тривогу.

### Мадагаскар
Коли циклон наближався до острова, було оголошено червоний, жовтий і зелений тривоги. Очікувалося, що насичена земля внаслідок наслідків циклонів «Ана», «Батсірай» та «Думако» які раніше прошли через острів та принесли сильні опади. Прогнозувався дуже сильний дощ із випадінням понад 400–500 мм (15,7–19,6 дюймів) у передбачуваній зоні виходу на сушу. Було попереджено про раптові повені та селеві потоки. Побоювалися, що жахлива гуманітарна ситуація на Мадагаскарі погіршиться з прибуттям Емнаті. У відповідь на проходження циклону IFRC шукала додаткові кошти для надання допомоги. Генеральний секретар малагасійського Червоного Хреста сказав, що шторм був "подвійною трагедією". Гуманітарні партнери та інші групи реагування були направлені на Мадагаскар для надання допомоги після виходу шторму. Запаси продовольчих та непродовольчих товарів також були збережені для постраждалих, переважно в Мананжарі та Манакарі. Літаки та човни також були ідентифіковані, щоб полегшити швидку оцінку збитків. Очікувалося, що паводкові води з різних районів із кількістю опадів 4-8 дюймів також посилюватимуться через гірський рельєф Мадагаскару, а штормові нагони та напливи вітру будуть широко поширеними. Понад 30 000 людей були переміщені в безпечні зони до виходу на сушу циклону.

## Наслідки

### Маврикій
Подекуди з-під землі було вирвано електродроти та повалені дерева. На острові були зафіксовані пориви 67 миль/год (108 км/год), а також деякі затоплення та пошкоджені споруди.

### Реюньйон
Сильний дощ спричинив повені у прибережних районах. Жодних смертей не повідомлялося, а загальні наслідки та збитки були меншими, ніж очікувалося. 7000 будинків були знеструмлені, коли шторм минув. 21 лютого через циклон закриті школи, а також кілька доріг.

### Мадагаскар
Шторм обрушився на країну лише через 18 днів після «Батсірай».
Опівночі, 22 лютого циклон вийшов на сушу країни зі швидкістю вітру 84 милі на годину (135 км/год). На даний момент на Мадагаскарі повідомляється про 15 загиблих внаслідок шторму. Затоплені будинки, та зірвані з будинків дахи. У кількох населених пунктах також було відключено електроенергію та воду. Жандармерія у Фітовінанах зафіксувала 624 пошкоджених будівль. Понад 2000 будинків були пошкоджені в Манакарі, і від 70 до 80 відсотків Фарафангани, за оцінками, були зруйновані Емнаті; свідки розповідають про зруйновані будівлі, пошкоджені центри розміщення та перекриті дороги. Громади в межах Vohipeno та Midongy-Atsimo райони були затоплені Емнаті через розлив прилеглих річок. 44 000 осіб були переселені. 10-метрову (33-футову) ділянку дороги було змито сильним дощем. Побоювалися, що загроза голоду посилиться через вплив Емнаті на сільське господарство.